# Chi c'è c'è
Chi c'è c'è è un film commedia del 1987 diretto da Piero Natoli.

## Trama
La vicenda ruota tutta intorno a Mercurio, uno scrittore in crisi di ispirazione in cerca di casa, con in più una gamba ingessata. Durante il suo girovagare senza meta, Mercurio incontra diversi personaggi, tra cui conoscenti e sconosciuti che, in qualche modo segnano il corso delle sue giornate.
L'incontro più interessante per Mercurio, si rivela essere quello con Chiara, un'aspirante attrice che per lavoro deve recarsi in Tunisia; l'uomo affascinato e turbato dalla sua avvenenza, prende in considerazione l'idea di seguirla, poiché si rende conto che potrebbe aver trovato in lei proprio la sua musa ispiratrice.